# Марко Аретусијски
Свети Марко Аретусијски (умро 363. године) био је хришћански епископ у Аретуси Сиријској.

## Биографски подаци
Свети Марко је учествовао у црквеним расправама које су се тицале аријанства. Првобитно је припадао умјереној аријевској струји - полуаријевцима. Док су Аријевци сматрали да је Син (Христос) другачије природе од Очеве, Марко је прво стао на страну полу-аријевских епископа који су вјеровали да је ријеч „ομοούσιος“ у Никејском символу вјере („исте природе“ као и Отац; црквенословенски: „једносуштан Отцу“) требало замијенити ријечју „ομοιούσιος“ („сличне природе“). Површно гледано, спор се водио око двије ријечи које су се разликовале само у једном слову - јоти. Суштински, спор је вођен о природи Христове личности.
Свети Марко Аретусијски присуствовао је Сабору у Сердици (343. године) и Првом сабору у Сирмијуму (351. године). Изгледа да је тежио помирењу између Аријанаца и Никејаца, али се на крају придружио табору епископа који су подржавали концепт „хомооусиоса“ („исте природе“, тј. „једносуштја“).
Помагао је младом Јулијану током прогона његове породице.  У вријеме владавине цара Констанција II срушио је пагански храм у Аретуси и на његовом мјесту подигао хришћанску цркву. Многе незнабошце привео је Христу. Касније, када је Јулијан Одступник постао цар, био је прогоњен а потом је и пострадао мученички.
О страдању преподобног Марка, епископа аретусијског, свети Григорије Ниски у својој „Првој ријечи против богомрског цара Јулијана Одступника“ пише ово: 
| „ | Ко не зна шта се догоди дивном Марку аретусијском? И ко се неће сјетити повијести о њему? Он је у вријеме цара Константина Великог разорио неки храм незнабожачки, и многе незнабошце извео из заблуде на пут спасења, не само својим благовијестним бесједама него исто тако и својим беспријекорним животом. Стога су га мрзили и били љути на њега сви демонољубиви Аретусијанци. И када незнабошци добише силу за царовања Јулијана Одступника, у то љуто вријеме преподобног Марка дочепаше руке мучитеља. Пламен гњева незнабожачког букну, и стаде се нагло ширити. Видећи то, преподобни намисли да се уклони, не толико од страха, колико повињујући се заповијести Господњој: Кад вас потјерају у једном граду, бјежите у други (Мт. 10, 23). Јер нама се наређује да се склањамо од гонитеља. Јер хришћани, ма да јуначни и чврсти у трпљењу, треба да се не само старају о своме спасењу него и да гонитеље штеде, да не би, бијесни од злобе, нанијели себи велику погибао. И када свети Марко видје гдје због његовог бјекства и скривања друге злостављају, тлаче, киње, и на тешке душевне муке стављају, он донесе одлуку, те се врати из бјекства, и добровољно се пријави разјареним незнабошцима. И какву онда свирепост не доживе? Коју муку не измислише? Сваки се трудио да му зада посебну муку; но то мноштво мука само распаљиваше светитељево јунаштво. И то их нарочито довођаше до бијеса што су сматрали да се он вратио међу њих, не толико што је храбар у мукама, већ што их презире и ниподаштава. И старац светитељ, добровољни страдалник, би вучен кроз град, мучен, шибан, грђен од свију, од младих и старих, од људи и жена, од градоначелника и првака. Сви су се утркивали, ко ће му нанијети већу пакост и грубост. Мислили су да је велика ствар – изложити мукама многим и сатрти старца који се јуначки држао. Вукоше га по улицама, ваљаше га по блату, на муке додаваху увриједе, чупаше га за косу, кидаху му дијелове тијела, гураху га, тијело му ножевима бодијаху. И тај тужни призор окренуше на смијех и потсмијех: привезаше га за дрво, одрезаше му уши танким а јаким концима, па га онда обнажише и медом намазаше, па оставише на љетњој врућини, да би га осе, комарци и стршљенови изуједали. Но мученик Христов, иако сасвим стар, показиваше се врло млад у подношењу мука, лице му остаде свијетло, па чак и у самим тим мукама он налажаше неку насладу, и ругаше се мучитељима. Још се и то казује о њему, да болове није осјећао, већ као да је неко други страдао а не он. И страдање своје сматрао је за славу своју, не за невољу. И ко, иоле милосрдан и човјекољубив, не би био тронут таким призором? Али то нису смјели показивати, једно из страха од царева гњева, а друго из страха од градоначелника. Тако светитељ трпљаше силне муке, не желећи да незнабошцима да ни пребијене паре за разрушен храм. Јер они су тражили од њега, или да им сазида храм који је разорио, или да им плати велику суму новаца. Но видјевши како он радо подноси муке, незнабошци све ниже спушташе цијену свога храма, и најзад затражише од њега неку сасвим незнатну суму, коју он могаше лако дати. Али он одби да да и један новчић на тај циљ. То јасно показа да је он страдао за вјеру. А свети Марко бијаше један од оних што сакрише богомрског цара Јулијана, када су га још као дијете гонили и хтјели да га убију. И због тога је, како се сматра, заслужено страдао, и заслуживао још веће муке што је, не знајући, сачувао од смрти тако велико зло васељене. Прича се да је аретусијски епарх, иако незнабожац, био дирнут разноврсним мукама преподобног Марка, те се осмјелио и изашао пред цара, и рекао му: Зар нас није срамота, царе, да овога старца на толике муке стављамо? Па ипак га не могосмо побиједити. Али није ни славно ни чесно њега побиједити. | ” |

А блажени Теодорит пише: 
| „ | Видјевши огромну трпељивост дивнога старца, светога Марка, аретусијски незнабошци се раскравише, и дивећи му се они га најзад одвезаше и пустише у слободу. И један по један опет сви примише поуку од њега и повратише се у вјеру Христову. | ” |

Православна црква и римокатолици га сматрају светим и мучеником. Празнује се 29. марта (по јулијанском и грегоријанском календару). 